# Final del Torneo Apertura 2021 (Colombia)
La final del Torneo Apertura 2021 de Colombia fue una serie de partidos de fútbol que se disputaron el 17 y 20 de junio de 2021 con el objetivo de definir al campeón de la nonagésima segunda (92.ª) edición de la Categoría Primera A, máxima categoría del fútbol profesional de Colombia. Esta llave representó la última fase de la competición y en ella participaron Deportes Tolima y Millonarios, ganadores de las semifinales del torneo.
En esta fase, la regla del gol de visitante no fue tenida en cuenta como medida de desempate en caso de empate en goles ni hubo tiempos extras una vez finalizados los 180 minutos reglamentarios de la llave, sino que directamente se procedería a definir la llave por tiros desde el punto penal.
En el partido de vuelta fue local el equipo con mejor puntaje acumulado del torneo (sumatoria de puntos obtenidos por cada equipo en las fases previas a la final). Deportes Tolima fue el ganador, obteniendo su tercer título de liga al derrotar a Millonarios por un marcador global de 3:2 luego de empatar 1:1 en el partido de ida en Ibagué y ganar el partido de vuelta en Bogotá por dos goles a uno. Como ganador de esta llave y del campeonato, obtuvo el derecho de disputar la Copa Libertadores 2022 desde la fase de grupos y la Superliga de Colombia 2022.

## Llave
|                 | vs. |                       |
| --------------- | --- | --------------------- |
| Millonarios 2 1 | vs. | Deportes Tolima 3 1 2 |

## Estadios
| Bogotá            | Ibagué                      |
| ----------------- | --------------------------- |
| Estadio El Campín | Estadio Manuel Murillo Toro |
| Capacidad: 36 343 | Capacidad: 28 100           |
|                   |                             |

## Estadísticas

### Enfrentamientos previos en 2021
Los dos equipos se enfrentaron por la fecha 17 de la fase todos contra todos del torneo Apertura, el día 3 de abril:
| Millonarios | 0 : 0 | Deportes Tolima | Nemesio Camacho El Campín | 3 de abril | 20:10 |

### Campaña de los finalistas
A continuación se encuentran tabuladas las estadísticas del Deportes Tolima y Millonarios en las fases previas a la final (todos contra todos, cuartos de final y semifinales):
| Equipos         | PJ | PG | PE | PP | GF | GC | Dif. | Pts. | Rend.  |
| --------------- | -- | -- | -- | -- | -- | -- | ---- | ---- | ------ |
| Millonarios     | 22 | 12 | 4  | 6  | 31 | 22 | 9    | 40   | 60,6 % |
| Deportes Tolima | 22 | 10 | 7  | 5  | 28 | 18 | 10   | 37   | 56,1 % |

#### Millonarios
| Fecha                                                                                 | Fase               | Estadio                                              | Local                  | Resultado | Visitante            |
| ------------------------------------------------------------------------------------- | ------------------ | ---------------------------------------------------- | ---------------------- | --------- | -------------------- |
| 16 de enero                                                                           | Todos contra todos | Estadio Palogrande, Manizales                        | Millonarios            | 1 : 0     | Envigado F. C.       |
| 1 de febrero                                                                          | Todos contra todos | Estadio Municipal Héctor El Zipa González, Zipaquirá | Millonarios            | 4 : 2     | Once Caldas          |
| 4 de febrero                                                                          | Todos contra todos | Estadio Atanasio Girardot, Medellín                  | Independiente Medellín | 0 : 0     | Millonarios          |
| 7 de febrero                                                                          | Todos contra todos | Estadio El Campín, Bogotá                            | Millonarios            | 3 : 2     | Deportivo Pereira    |
| 13 de febrero                                                                         | Todos contra todos | Estadio Metropolitano de Techo, Bogotá               | La Equidad             | 1 : 0     | Millonarios          |
| 18 de febrero                                                                         | Todos contra todos | Estadio El Campín, Bogotá                            | Millonarios            | 3 : 1     | Deportivo Pasto      |
| 23 de febrero                                                                         | Todos contra todos | Estadio Metropolitano Roberto Meléndez, Barranquilla | Junior                 | 2 : 0     | Millonarios          |
| 1 de marzo                                                                            | Todos contra todos | Estadio El Campín, Bogotá                            | Millonarios            | 0 : 2     | Jaguares             |
| 4 de marzo                                                                            | Todos contra todos | Estadio La Independencia, Tunja                      | Boyacá Chicó           | 0 : 1     | Millonarios          |
| 9 de marzo                                                                            | Todos contra todos | Estadio Daniel Villa Zapata, Barrancabermeja         | Alianza Petrolera      | 0 : 2     | Millonarios          |
| 13 de marzo                                                                           | Todos contra todos | Estadio La Independencia, Tunja                      | Patriotas              | 0 : 2     | Millonarios          |
| 21 de marzo                                                                           | Todos contra todos | Estadio El Campín, Bogotá                            | Millonarios            | 1 : 2     | Atlético Nacional    |
| 25 de marzo                                                                           | Todos contra todos | Estadio Alberto Grisales, Rionegro                   | Águilas Doradas        | 0 : 0     | Millonarios          |
| 28 de marzo                                                                           | Todos contra todos | Estadio El Campín, Bogotá                            | Millonarios            | 2 : 1     | Atlético Bucaramanga |
| 31 de marzo                                                                           | Todos contra todos | Estadio Pascual Guerrero, Cali                       | América de Cali        | 2 : 1     | Millonarios          |
| 3 de abril                                                                            | Todos contra todos | Estadio El Campín, Bogotá                            | Millonarios            | 0 : 0     | Deportes Tolima      |
| 11 de abril                                                                           | Todos contra todos | Estadio El Campín, Bogotá                            | Santa Fe               | 1 : 2     | Millonarios          |
| 18 de abril                                                                           | Todos contra todos | Estadio El Campín, Bogotá                            | Millonarios            | 3 : 1     | Deportivo Cali       |
| Millonarios avanzó de fase como tercero (3.º) en el todos contra todos con 33 puntos. |                    |                                                      |                        |           |                      |
| 24 de abril                                                                           | Cuartos de final   | Estadio Pascual Guerrero, Cali                       | América de Cali        | 1 : 2     | Millonarios          |
| 1 de mayo                                                                             | Cuartos de final   | Estadio Manuel Murillo Toro, Ibagué                  | Millonarios            | 0 : 0     | América de Cali      |
| Millonarios avanzó de fase con un marcador global de 2:1.                             |                    |                                                      |                        |           |                      |
| 10 de junio                                                                           | Semifinal          | Estadio Metropolitano Roberto Meléndez, Barranquilla | Junior                 | 3 : 2     | Millonarios          |
| 13 de junio                                                                           | Semifinal          | Estadio El Campín, Bogotá                            | Millonarios            | 2 : 0     | Junior               |
| Millonarios avanzó de fase con un marcador global de 4:3.                             |                    |                                                      |                        |           |                      |

|  |                         |
|  | Triunfo de Millonarios. |
|  | Empate.                 |
|  | Derrota de Millonarios. |

#### Deportes Tolima
| Fecha                                                                                    | Fase               | Estadio                                      | Local             | Resultado | Visitante              |
| ---------------------------------------------------------------------------------------- | ------------------ | -------------------------------------------- | ----------------- | --------- | ---------------------- |
| 18 de enero                                                                              | Todos contra todos | Estadio Manuel Murillo Toro, Ibagué          | Deportes Tolima   | 1 : 1     | Once Caldas            |
| 31 de enero                                                                              | Todos contra todos | Estadio Manuel Murillo Toro, Ibagué          | Deportes Tolima   | 1 : 0     | La Equidad             |
| 3 de febrero                                                                             | Todos contra todos | Estadio Hernán Ramírez Villegas, Pereira     | Deportivo Pereira | 0 : 0     | Deportes Tolima        |
| 7 de febrero                                                                             | Todos contra todos | Estadio Manuel Murillo Toro, Ibagué          | Deportes Tolima   | 2 : 1     | Independiente Medellín |
| 14 de febrero                                                                            | Todos contra todos | Estadio Departamental Libertad, Pasto        | Deportivo Pasto   | 0 : 1     | Deportes Tolima        |
| 19 de febrero                                                                            | Todos contra todos | Estadio Manuel Murillo Toro, Ibagué          | Deportes Tolima   | 2 : 1     | Patriotas              |
| 25 de febrero                                                                            | Todos contra todos | Estadio Daniel Villa Zapata, Barrancabermeja | Alianza Petrolera | 0 : 5     | Deportes Tolima        |
| 28 de febrero                                                                            | Todos contra todos | Estadio Manuel Murillo Toro, Ibagué          | Deportes Tolima   | 1 : 0     | Águilas Doradas        |
| 4 de marzo                                                                               | Todos contra todos | Estadio El Campín, Bogotá                    | Santa Fe          | 3 : 2     | Deportes Tolima        |
| 7 de marzo                                                                               | Todos contra todos | Estadio La Independencia, Tunja              | Boyacá Chicó      | 2 : 1     | Deportes Tolima        |
| 12 de marzo                                                                              | Todos contra todos | Estadio Manuel Murillo Toro, Ibagué          | Deportes Tolima   | 3 : 2     | Jaguares               |
| 21 de marzo                                                                              | Todos contra todos | Estadio Deportivo Cali, Palmira              | Deportivo Cali    | 0 : 0     | Deportes Tolima        |
| 24 de marzo                                                                              | Todos contra todos | Estadio Manuel Murillo Toro, Ibagué          | Deportes Tolima   | 0 : 1     | Junior                 |
| 27 de marzo                                                                              | Todos contra todos | Estadio Polideportivo Sur, Envigado          | Envigado F. C.    | 0 : 0     | Deportes Tolima        |
| 30 de marzo                                                                              | Todos contra todos | Estadio Manuel Murillo Toro, Ibagué          | Deportes Tolima   | 2 : 1     | Atlético Nacional      |
| 3 de abril                                                                               | Todos contra todos | Estadio El Campín, Bogotá                    | Millonarios       | 0 : 0     | Deportes Tolima        |
| 12 de abril                                                                              | Todos contra todos | Estadio Manuel Murillo Toro, Ibagué          | Deportes Tolima   | 0 : 0     | Atlético Bucaramanga   |
| 18 de abril                                                                              | Todos contra todos | Estadio Pascual Guerrero, Cali               | América de Cali   | 2 : 0     | Deportes Tolima        |
| Deportes Tolima avanzó de fase como quinto (5.º) en el todos contra todos con 30 puntos. |                    |                                              |                   |           |                        |
| 25 de abril                                                                              | Cuartos de final   | Estadio Manuel Murillo Toro, Ibagué          | Deportes Tolima   | 3 : 0     | Deportivo Cali         |
| 4 de junio                                                                               | Cuartos de final   | Estadio Armando Maestre Pavajeau, Valledupar | Deportivo Cali    | 2 : 0     | Deportes Tolima        |
| Deportes Tolima avanzó de fase con un marcador global de 3:2.                            |                    |                                              |                   |           |                        |
| 10 de junio                                                                              | Semifinal          | Estadio Manuel Murillo Toro, Ibagué          | Deportes Tolima   | 1 : 1     | La Equidad             |
| 14 de junio                                                                              | Semifinal          | Estadio Metropolitano de Techo, Bogotá       | La Equidad        | 1 : 2     | Deportes Tolima        |
| Deportes Tolima avanzó de fase con un marcador global de 3:2.                            |                    |                                              |                   |           |                        |

|  |                              |
|  | Triunfo del Deportes Tolima. |
|  | Empate.                      |
|  | Derrota del Deportes Tolima. |

## Desarrollo

### Partido de ida
| 31    | POR   | Álvaro Montero        |     |
| 13    | DEF   | Nilson Castrillón     |     |
| 2     | DEF   | Anderson Angulo       |     |
| 16    | DEF   | Sergio Mosquera       |     |
| 24    | DEF   | Jeison Angulo         |     |
| 14    | MED   | Juan David Ríos       |     |
| 26    | MED   | Cristian Trujillo     |     |
| 15    | MED   | Juan Pablo Nieto      |     |
| 11    | MED   | Anderson Plata        | 45' |
| 7     | MED   | Andrey Estupiñán      | 79' |
| 9     | DEL   | Juan Fernando Caicedo |     |
| D. T. | D. T. | Hernán Torres         |     |

| 1     | POR   | Christian Vargas   |       |
| 22    | DEF   | Elvis Perlaza      |       |
| 28    | DEF   | Stiven Vega        |       |
| 2     | DEF   | Andrés Murillo     |       |
| 31    | DEF   | Omar Bertel        |       |
| 25    | MED   | Emerson Rodríguez  | 85'   |
| 19    | MED   | Juan Camilo García | 45'   |
| 14    | MED   | David Silva        | 88'   |
| 17    | MED   | Daniel Ruiz        | 90+9' |
| 10    | MED   | Cristian Arango    |       |
| 20    | DEL   | Fernando Uribe     | 85'   |
| D. T. | D. T. | Alberto Gamero     |       |

| 28 | DEL | Luis Miranda     | 45' |
| 17 | DEL | Junior Hernández | 79' |

| 21 | MED | Juan Carlos Pereira | 45'   |
| 16 | DEL | Jader Valencia      | 85'   |
| 11 | MED | Juan Camilo Salazar | 85'   |
| 30 | MED | Harrison Mojica     | 88'   |
| 18 | DEL | Diego Abadía        | 90+9' |

| 36' | Juan Fernando Caicedo | 1:0 |

| 90+7' | Juan Carlos Pereira | 1:1 |

| 43' · 90+5' · 90+5' | Juan Fernando Caicedo Sergio Mosquera Juan David Ríos |

| 35' · 48' · 72' | Juan Camilo García Cristian Arango Andrés Murillo |

| 50' | Cristian Arango |

| Principal  | Carlos Betancur     |
| Asistentes | John Gallego        |
|            | Cristian de la Cruz |
| Cuarto     | Bismarks Santiago   |

| VAR            | Gustavo Murillo |
| Asistentes VAR | Mauricio Pérez  |

|  |                    |        |        |
|  | Tiros              | 16     | 6      |
|  | Tiros a puerta     | 3      | 2      |
|  | Faltas             | 16     | 11     |
|  | Saques de esquina  | 4      | 2      |
|  | Fueras de juego    | 6      | 0      |
|  | Posesión del balón | 57,8 % | 42,2 % |

| 31    | POR   | Álvaro Montero        |     |
| 13    | DEF   | Nilson Castrillón     |     |
| 2     | DEF   | Anderson Angulo       |     |
| 16    | DEF   | Sergio Mosquera       |     |
| 24    | DEF   | Jeison Angulo         |     |
| 14    | MED   | Juan David Ríos       |     |
| 26    | MED   | Cristian Trujillo     |     |
| 15    | MED   | Juan Pablo Nieto      |     |
| 11    | MED   | Anderson Plata        | 45' |
| 7     | MED   | Andrey Estupiñán      | 79' |
| 9     | DEL   | Juan Fernando Caicedo |     |
| D. T. | D. T. | Hernán Torres         |     |

| 1     | POR   | Christian Vargas   |       |
| 22    | DEF   | Elvis Perlaza      |       |
| 28    | DEF   | Stiven Vega        |       |
| 2     | DEF   | Andrés Murillo     |       |
| 31    | DEF   | Omar Bertel        |       |
| 25    | MED   | Emerson Rodríguez  | 85'   |
| 19    | MED   | Juan Camilo García | 45'   |
| 14    | MED   | David Silva        | 88'   |
| 17    | MED   | Daniel Ruiz        | 90+9' |
| 10    | MED   | Cristian Arango    |       |
| 20    | DEL   | Fernando Uribe     | 85'   |
| D. T. | D. T. | Alberto Gamero     |       |

| 28 | DEL | Luis Miranda     | 45' |
| 17 | DEL | Junior Hernández | 79' |

| 21 | MED | Juan Carlos Pereira | 45'   |
| 16 | DEL | Jader Valencia      | 85'   |
| 11 | MED | Juan Camilo Salazar | 85'   |
| 30 | MED | Harrison Mojica     | 88'   |
| 18 | DEL | Diego Abadía        | 90+9' |

| 36' | Juan Fernando Caicedo | 1:0 |

| 90+7' | Juan Carlos Pereira | 1:1 |

| 43' · 90+5' · 90+5' | Juan Fernando Caicedo Sergio Mosquera Juan David Ríos |

| 35' · 48' · 72' | Juan Camilo García Cristian Arango Andrés Murillo |

| 50' | Cristian Arango |

| Principal  | Carlos Betancur     |
| Asistentes | John Gallego        |
|            | Cristian de la Cruz |
| Cuarto     | Bismarks Santiago   |

| VAR            | Gustavo Murillo |
| Asistentes VAR | Mauricio Pérez  |

|  |                    |        |        |
|  | Tiros              | 16     | 6      |
|  | Tiros a puerta     | 3      | 2      |
|  | Faltas             | 16     | 11     |
|  | Saques de esquina  | 4      | 2      |
|  | Fueras de juego    | 6      | 0      |
|  | Posesión del balón | 57,8 % | 42,2 % |

| 31    | POR   | Álvaro Montero        |     |
| 13    | DEF   | Nilson Castrillón     |     |
| 2     | DEF   | Anderson Angulo       |     |
| 16    | DEF   | Sergio Mosquera       |     |
| 24    | DEF   | Jeison Angulo         |     |
| 14    | MED   | Juan David Ríos       |     |
| 26    | MED   | Cristian Trujillo     |     |
| 15    | MED   | Juan Pablo Nieto      |     |
| 11    | MED   | Anderson Plata        | 45' |
| 7     | MED   | Andrey Estupiñán      | 79' |
| 9     | DEL   | Juan Fernando Caicedo |     |
| D. T. | D. T. | Hernán Torres         |     |

| 1     | POR   | Christian Vargas   |       |
| 22    | DEF   | Elvis Perlaza      |       |
| 28    | DEF   | Stiven Vega        |       |
| 2     | DEF   | Andrés Murillo     |       |
| 31    | DEF   | Omar Bertel        |       |
| 25    | MED   | Emerson Rodríguez  | 85'   |
| 19    | MED   | Juan Camilo García | 45'   |
| 14    | MED   | David Silva        | 88'   |
| 17    | MED   | Daniel Ruiz        | 90+9' |
| 10    | MED   | Cristian Arango    |       |
| 20    | DEL   | Fernando Uribe     | 85'   |
| D. T. | D. T. | Alberto Gamero     |       |

| 28 | DEL | Luis Miranda     | 45' |
| 17 | DEL | Junior Hernández | 79' |

| 21 | MED | Juan Carlos Pereira | 45'   |
| 16 | DEL | Jader Valencia      | 85'   |
| 11 | MED | Juan Camilo Salazar | 85'   |
| 30 | MED | Harrison Mojica     | 88'   |
| 18 | DEL | Diego Abadía        | 90+9' |

| 36' | Juan Fernando Caicedo | 1:0 |

| 90+7' | Juan Carlos Pereira | 1:1 |

| 43' · 90+5' · 90+5' | Juan Fernando Caicedo Sergio Mosquera Juan David Ríos |

| 35' · 48' · 72' | Juan Camilo García Cristian Arango Andrés Murillo |

| 50' | Cristian Arango |

| Principal  | Carlos Betancur     |
| Asistentes | John Gallego        |
|            | Cristian de la Cruz |
| Cuarto     | Bismarks Santiago   |

| VAR            | Gustavo Murillo |
| Asistentes VAR | Mauricio Pérez  |

|  |                    |        |        |
|  | Tiros              | 16     | 6      |
|  | Tiros a puerta     | 3      | 2      |
|  | Faltas             | 16     | 11     |
|  | Saques de esquina  | 4      | 2      |
|  | Fueras de juego    | 6      | 0      |
|  | Posesión del balón | 57,8 % | 42,2 % |

| 31    | POR   | Álvaro Montero        |     |
| 13    | DEF   | Nilson Castrillón     |     |
| 2     | DEF   | Anderson Angulo       |     |
| 16    | DEF   | Sergio Mosquera       |     |
| 24    | DEF   | Jeison Angulo         |     |
| 14    | MED   | Juan David Ríos       |     |
| 26    | MED   | Cristian Trujillo     |     |
| 15    | MED   | Juan Pablo Nieto      |     |
| 11    | MED   | Anderson Plata        | 45' |
| 7     | MED   | Andrey Estupiñán      | 79' |
| 9     | DEL   | Juan Fernando Caicedo |     |
| D. T. | D. T. | Hernán Torres         |     |

| 1     | POR   | Christian Vargas   |       |
| 22    | DEF   | Elvis Perlaza      |       |
| 28    | DEF   | Stiven Vega        |       |
| 2     | DEF   | Andrés Murillo     |       |
| 31    | DEF   | Omar Bertel        |       |
| 25    | MED   | Emerson Rodríguez  | 85'   |
| 19    | MED   | Juan Camilo García | 45'   |
| 14    | MED   | David Silva        | 88'   |
| 17    | MED   | Daniel Ruiz        | 90+9' |
| 10    | MED   | Cristian Arango    |       |
| 20    | DEL   | Fernando Uribe     | 85'   |
| D. T. | D. T. | Alberto Gamero     |       |

| 28 | DEL | Luis Miranda     | 45' |
| 17 | DEL | Junior Hernández | 79' |

| 21 | MED | Juan Carlos Pereira | 45'   |
| 16 | DEL | Jader Valencia      | 85'   |
| 11 | MED | Juan Camilo Salazar | 85'   |
| 30 | MED | Harrison Mojica     | 88'   |
| 18 | DEL | Diego Abadía        | 90+9' |

| 36' | Juan Fernando Caicedo | 1:0 |

| 90+7' | Juan Carlos Pereira | 1:1 |

| 43' · 90+5' · 90+5' | Juan Fernando Caicedo Sergio Mosquera Juan David Ríos |

| 35' · 48' · 72' | Juan Camilo García Cristian Arango Andrés Murillo |

| 50' | Cristian Arango |

| Principal  | Carlos Betancur     |
| Asistentes | John Gallego        |
|            | Cristian de la Cruz |
| Cuarto     | Bismarks Santiago   |

| VAR            | Gustavo Murillo |
| Asistentes VAR | Mauricio Pérez  |

|  |                    |        |        |
|  | Tiros              | 16     | 6      |
|  | Tiros a puerta     | 3      | 2      |
|  | Faltas             | 16     | 11     |
|  | Saques de esquina  | 4      | 2      |
|  | Fueras de juego    | 6      | 0      |
|  | Posesión del balón | 57,8 % | 42,2 % |

### Partido de vuelta
| 1     | POR   | Christian Vargas    |     |
| 22    | DEF   | Elvis Perlaza       |     |
| 4     | DEF   | Breiner Paz         | 81' |
| 2     | DEF   | Andrés Murillo      |     |
| 31    | DEF   | Omar Bertel         |     |
| 28    | MED   | Stiven Vega         |     |
| 21    | MED   | Juan Carlos Pereira | 73' |
| 25    | MED   | Emerson Rodríguez   | 68' |
| 14    | MED   | David Silva         | 81' |
| 17    | MED   | Daniel Ruiz         | 73' |
| 20    | DEL   | Fernando Uribe      |     |
| D. T. | D. T. | Alberto Gamero      |     |

| 31    | POR   | Álvaro Montero        |     |
| 13    | DEF   | Nilson Castrillón     | 74' |
| 3     | DEF   | Julián Quiñones       |     |
| 16    | DEF   | Sergio Mosquera       |     |
| 24    | DEF   | Jeison Angulo         |     |
| 14    | MED   | Juan David Ríos       |     |
| 26    | MED   | Cristian Trujillo     | 61' |
| 15    | MED   | Juan Pablo Nieto      | 45' |
| 11    | MED   | Anderson Plata        |     |
| 7     | MED   | Andrey Estupiñán      |     |
| 9     | DEL   | Juan Fernando Caicedo | 90' |
| D. T. | D. T. | Hernán Torres         |     |

| 15 | DEL | Édgar Guerra        | 68' |
| 30 | MED | Harrison Mojica     | 73' |
| 16 | DEL | Jader Valencia      | 73' |
| 18 | DEL | Diego Abadía        | 81' |
| 11 | MED | Juan Camilo Salazar | 81' |

| 27 | DEL | Gustavo Ramírez      | 45' |
| 20 | MED | William Parra        | 61' |
| 23 | DEF | John Narváez         | 74' |
| 21 | DEL | José Guillermo Ortiz | 90' |

| 23' | Daniel Ruiz | 1:0 |

| 61' · 69' | Juan Fernando Caicedo | 1:1 1:2 |

| 87' · 90+4' | Jader Valencia Juan Camilo Salazar |

| 43' · 52' · 90+7' | Andrey Estupiñán Juan David Ríos Álvaro Montero |

| Principal  | Carlos Ortega   |
| Asistentes | Dionisio Ruiz   |
|            | Wilmar Navarro  |
| Cuarto     | Diego Escalante |

| VAR            | John Perdomo   |
| Asistentes VAR | Ricardo García |

|  |                    |       |       |
|  | Tiros              | 7     | 11    |
|  | Tiros a puerta     | 4     | 6     |
|  | Faltas             | 9     | 13    |
|  | Saques de esquina  | 3     | 4     |
|  | Fueras de juego    | 2     | 3     |
|  | Posesión del balón | 61,1% | 38,9% |

| 1     | POR   | Christian Vargas    |     |
| 22    | DEF   | Elvis Perlaza       |     |
| 4     | DEF   | Breiner Paz         | 81' |
| 2     | DEF   | Andrés Murillo      |     |
| 31    | DEF   | Omar Bertel         |     |
| 28    | MED   | Stiven Vega         |     |
| 21    | MED   | Juan Carlos Pereira | 73' |
| 25    | MED   | Emerson Rodríguez   | 68' |
| 14    | MED   | David Silva         | 81' |
| 17    | MED   | Daniel Ruiz         | 73' |
| 20    | DEL   | Fernando Uribe      |     |
| D. T. | D. T. | Alberto Gamero      |     |

| 31    | POR   | Álvaro Montero        |     |
| 13    | DEF   | Nilson Castrillón     | 74' |
| 3     | DEF   | Julián Quiñones       |     |
| 16    | DEF   | Sergio Mosquera       |     |
| 24    | DEF   | Jeison Angulo         |     |
| 14    | MED   | Juan David Ríos       |     |
| 26    | MED   | Cristian Trujillo     | 61' |
| 15    | MED   | Juan Pablo Nieto      | 45' |
| 11    | MED   | Anderson Plata        |     |
| 7     | MED   | Andrey Estupiñán      |     |
| 9     | DEL   | Juan Fernando Caicedo | 90' |
| D. T. | D. T. | Hernán Torres         |     |

| 15 | DEL | Édgar Guerra        | 68' |
| 30 | MED | Harrison Mojica     | 73' |
| 16 | DEL | Jader Valencia      | 73' |
| 18 | DEL | Diego Abadía        | 81' |
| 11 | MED | Juan Camilo Salazar | 81' |

| 27 | DEL | Gustavo Ramírez      | 45' |
| 20 | MED | William Parra        | 61' |
| 23 | DEF | John Narváez         | 74' |
| 21 | DEL | José Guillermo Ortiz | 90' |

| 23' | Daniel Ruiz | 1:0 |

| 61' · 69' | Juan Fernando Caicedo | 1:1 1:2 |

| 87' · 90+4' | Jader Valencia Juan Camilo Salazar |

| 43' · 52' · 90+7' | Andrey Estupiñán Juan David Ríos Álvaro Montero |

| Principal  | Carlos Ortega   |
| Asistentes | Dionisio Ruiz   |
|            | Wilmar Navarro  |
| Cuarto     | Diego Escalante |

| VAR            | John Perdomo   |
| Asistentes VAR | Ricardo García |

|  |                    |       |       |
|  | Tiros              | 7     | 11    |
|  | Tiros a puerta     | 4     | 6     |
|  | Faltas             | 9     | 13    |
|  | Saques de esquina  | 3     | 4     |
|  | Fueras de juego    | 2     | 3     |
|  | Posesión del balón | 61,1% | 38,9% |

| 1     | POR   | Christian Vargas    |     |
| 22    | DEF   | Elvis Perlaza       |     |
| 4     | DEF   | Breiner Paz         | 81' |
| 2     | DEF   | Andrés Murillo      |     |
| 31    | DEF   | Omar Bertel         |     |
| 28    | MED   | Stiven Vega         |     |
| 21    | MED   | Juan Carlos Pereira | 73' |
| 25    | MED   | Emerson Rodríguez   | 68' |
| 14    | MED   | David Silva         | 81' |
| 17    | MED   | Daniel Ruiz         | 73' |
| 20    | DEL   | Fernando Uribe      |     |
| D. T. | D. T. | Alberto Gamero      |     |

| 31    | POR   | Álvaro Montero        |     |
| 13    | DEF   | Nilson Castrillón     | 74' |
| 3     | DEF   | Julián Quiñones       |     |
| 16    | DEF   | Sergio Mosquera       |     |
| 24    | DEF   | Jeison Angulo         |     |
| 14    | MED   | Juan David Ríos       |     |
| 26    | MED   | Cristian Trujillo     | 61' |
| 15    | MED   | Juan Pablo Nieto      | 45' |
| 11    | MED   | Anderson Plata        |     |
| 7     | MED   | Andrey Estupiñán      |     |
| 9     | DEL   | Juan Fernando Caicedo | 90' |
| D. T. | D. T. | Hernán Torres         |     |

| 15 | DEL | Édgar Guerra        | 68' |
| 30 | MED | Harrison Mojica     | 73' |
| 16 | DEL | Jader Valencia      | 73' |
| 18 | DEL | Diego Abadía        | 81' |
| 11 | MED | Juan Camilo Salazar | 81' |

| 27 | DEL | Gustavo Ramírez      | 45' |
| 20 | MED | William Parra        | 61' |
| 23 | DEF | John Narváez         | 74' |
| 21 | DEL | José Guillermo Ortiz | 90' |

| 23' | Daniel Ruiz | 1:0 |

| 61' · 69' | Juan Fernando Caicedo | 1:1 1:2 |

| 87' · 90+4' | Jader Valencia Juan Camilo Salazar |

| 43' · 52' · 90+7' | Andrey Estupiñán Juan David Ríos Álvaro Montero |

| Principal  | Carlos Ortega   |
| Asistentes | Dionisio Ruiz   |
|            | Wilmar Navarro  |
| Cuarto     | Diego Escalante |

| VAR            | John Perdomo   |
| Asistentes VAR | Ricardo García |

|  |                    |       |       |
|  | Tiros              | 7     | 11    |
|  | Tiros a puerta     | 4     | 6     |
|  | Faltas             | 9     | 13    |
|  | Saques de esquina  | 3     | 4     |
|  | Fueras de juego    | 2     | 3     |
|  | Posesión del balón | 61,1% | 38,9% |

| 1     | POR   | Christian Vargas    |     |
| 22    | DEF   | Elvis Perlaza       |     |
| 4     | DEF   | Breiner Paz         | 81' |
| 2     | DEF   | Andrés Murillo      |     |
| 31    | DEF   | Omar Bertel         |     |
| 28    | MED   | Stiven Vega         |     |
| 21    | MED   | Juan Carlos Pereira | 73' |
| 25    | MED   | Emerson Rodríguez   | 68' |
| 14    | MED   | David Silva         | 81' |
| 17    | MED   | Daniel Ruiz         | 73' |
| 20    | DEL   | Fernando Uribe      |     |
| D. T. | D. T. | Alberto Gamero      |     |

| 31    | POR   | Álvaro Montero        |     |
| 13    | DEF   | Nilson Castrillón     | 74' |
| 3     | DEF   | Julián Quiñones       |     |
| 16    | DEF   | Sergio Mosquera       |     |
| 24    | DEF   | Jeison Angulo         |     |
| 14    | MED   | Juan David Ríos       |     |
| 26    | MED   | Cristian Trujillo     | 61' |
| 15    | MED   | Juan Pablo Nieto      | 45' |
| 11    | MED   | Anderson Plata        |     |
| 7     | MED   | Andrey Estupiñán      |     |
| 9     | DEL   | Juan Fernando Caicedo | 90' |
| D. T. | D. T. | Hernán Torres         |     |

| 15 | DEL | Édgar Guerra        | 68' |
| 30 | MED | Harrison Mojica     | 73' |
| 16 | DEL | Jader Valencia      | 73' |
| 18 | DEL | Diego Abadía        | 81' |
| 11 | MED | Juan Camilo Salazar | 81' |

| 27 | DEL | Gustavo Ramírez      | 45' |
| 20 | MED | William Parra        | 61' |
| 23 | DEF | John Narváez         | 74' |
| 21 | DEL | José Guillermo Ortiz | 90' |

| 23' | Daniel Ruiz | 1:0 |

| 61' · 69' | Juan Fernando Caicedo | 1:1 1:2 |

| 87' · 90+4' | Jader Valencia Juan Camilo Salazar |

| 43' · 52' · 90+7' | Andrey Estupiñán Juan David Ríos Álvaro Montero |

| Principal  | Carlos Ortega   |
| Asistentes | Dionisio Ruiz   |
|            | Wilmar Navarro  |
| Cuarto     | Diego Escalante |

| VAR            | John Perdomo   |
| Asistentes VAR | Ricardo García |

|  |                    |       |       |
|  | Tiros              | 7     | 11    |
|  | Tiros a puerta     | 4     | 6     |
|  | Faltas             | 9     | 13    |
|  | Saques de esquina  | 3     | 4     |
|  | Fueras de juego    | 2     | 3     |
|  | Posesión del balón | 61,1% | 38,9% |

## Campeón
| Bandera de Colombia                   |
| Campeón Deportes Tolima Tercer título |